# Liste der griechischen Töpfer und Vasenmaler/T
- Taranto siehe unter Tarent

## Namentlich bekannte Künstler
| Name         | Wikidata | Profession | Herkunft           | Stil | Zeit              | Bemerkung | Beispiel |
| ------------ | -------- | ---------- | ------------------ | ---- | ----------------- | --- | -------- |
| Talaos       |          | Töpfer     | Attika             | RF   | 1/2 5. Jh.        | |          |
| Taleides     |          | Töpfer     | Attika             | SF   | 2/2 6. Jh.        | Kleinmeister, nach Taleides wurde der Taleides-Maler benannt; erster und bis 1831 einziger modern bekannter antiker Keramiker |          |
| Teisias      |          | Töpfer     | Attika             | SF   | Mitte 6. Jh.      | Kleinmeister |          |
| Teisias      |          | Töpfer     | Böotien            | SF   | spätes 6. Jh.     | aus Attika nach Böotien eingewandert                                                                                          |          |
| Telesias     |          | Töpfer     | Attika             | SF   | Mitte 6. Jh.      | Kleinmeister |          |
| Theodoros    |          | Töpfer     | Böotien (Tanagra?) | SK   | Ende 6. Jh.       | |          |
| Theozotos    |          | Töpfer     | Attika             | SF   | Mitte 6. Jh.      | |          |
| Therikles    |          | Töpfer     | Korinth            | SF   | um 400            | legendärer korinthischer Töpfer, nur literarisch belegt                                                                       |          |
| Therinos     |          | Töpfer     | Ionien             | SF   | 6. Jh.            | Namensinschrift als Töpfersignatur umstritten                                                                                 |          |
| Thrax        |          | Töpfer     | Attika             | SF   | Mitte 6. Jh.      | Kleinmeister |          |
| Thypheitides |          | Töpfer     | Attika             | SF   | Mitte 6. Jh.      | Kleinmeister |          |
| Timagoras    |          | Töpfer     | Attika             | SF   | 540 v. Chr.       | |          |
| Timenor      |          | Töpfer     | Attika             | SF   | 4/4 6. Jh.        | |          |
| Timonidas    |          | Vasenmaler | Korinth            | SF   | 2/4 6. Jh.        | |          |
| Tlempolemos  |          | Töpfer     | Attika             | SF   | Mitte 6. Jh.      | Kleinmeister |          |
| Tleson       |          | Töpfer     | Attika             | SF   | 555/35            | Kleinmeister; nach Tleson wurde der Tleson-Maler benannt                                                                      |          |
| Tychios      |          | Töpfer     | Attika             | SF   | 4. Viertel 6. Jh. | |          |

## Nicht namentlich bekannte Künstler (Notnamen)
| Name                                   | Wikidata                                           | Profession                                         | Herkunft                                           | Stil                                               | Zeit                                               | Bemerkung | Beispiel                                           |
| -------------------------------------- | -------------------------------------------------- | -------------------------------------------------- | -------------------------------------------------- | -------------------------------------------------- | -------------------------------------------------- | --- | -------------------------------------------------- |
| Tagesanbruch-Maler                     |                                                    | Vasenmaler                                         | Attika                                             | SF                                                 | Ende 6. Jh.                                        | gehört zur Leagros-Gruppe                                                                                                 |                                                    |
| Taleides-Maler                         |                                                    | Vasenmaler                                         | Attika                                             | SF                                                 | 2/2 6. Jh.                                         | Kleinmeister; benannt nach dem Töpfer Taleides                                                                            |                                                    |
| Talos-Maler                            |                                                    | Vasenmaler                                         | Attika                                             | RF                                                 | Mitte 5. Jh.                                       | |                                                    |
| Tanzende-Schlangen-Maler               | siehe unter Maler der tanzenden Schlangen          | siehe unter Maler der tanzenden Schlangen          | siehe unter Maler der tanzenden Schlangen          | siehe unter Maler der tanzenden Schlangen          | siehe unter Maler der tanzenden Schlangen          | siehe unter Maler der tanzenden Schlangen                                                                                 | siehe unter Maler der tanzenden Schlangen          |
| Maler des tanzenden Mädchens in Berlin |                                                    | Vasenmaler                                         | Apulien                                            | RF                                                 |                                                    | Berliner Tänzerinnenmaler, Maler der Berliner Tänzerin und Tänzerinnen-Maler; englisch Painter of the Berlin Dancing Girl |                                                    |
| Maler des tanzenden Pan                |                                                    | Vasenmaler                                         | Böotien                                            | RF                                                 | Ende 5. Jh.                                        | englisch Painter of the Dancing Pan                                                                                       |                                                    |
| Maler der tanzenden Schlangen          |                                                    | Vasenmaler                                         | Attika                                             | RF                                                 |                                                    | auch Tanzende-Schlangen-Maler                                                                                             |                                                    |
| Tänzerinnen-Maler                      | siehe unter Maler des tanzenden Mädchens in Berlin | siehe unter Maler des tanzenden Mädchens in Berlin | siehe unter Maler des tanzenden Mädchens in Berlin | siehe unter Maler des tanzenden Mädchens in Berlin | siehe unter Maler des tanzenden Mädchens in Berlin | siehe unter Maler des tanzenden Mädchens in Berlin                                                                        | siehe unter Maler des tanzenden Mädchens in Berlin |
| Maler des Taranto Troilos              | siehe unter Maler des Tarentiner Troilos           | siehe unter Maler des Tarentiner Troilos           | siehe unter Maler des Tarentiner Troilos           | siehe unter Maler des Tarentiner Troilos           | siehe unter Maler des Tarentiner Troilos           | siehe unter Maler des Tarentiner Troilos                                                                                  | siehe unter Maler des Tarentiner Troilos           |
| Taras-Maler                            |                                                    | Vasenmaler                                         | Attika                                             | SF                                                 | 2/4 6. Jh.                                         | |                                                    |
| Maler von Tarent 2602                  |                                                    | Vasenmaler                                         | Attika                                             | RF/WG                                              |                                                    | |                                                    |
| Maler von Tarent 4601                  |                                                    | Vasenmaler                                         | Attika                                             | SF                                                 |                                                    | |                                                    |
| Maler des Tarentiner Troilos           |                                                    | Vasenmaler                                         | Attika                                             | SF                                                 | 4/4 7. Jh.                                         | auch Maler des Troilos von Tarent und Maler des Taranto Troilos                                                           |                                                    |
| Tarporley-Maler                        |                                                    | Vasenmaler                                         | Apulien                                            | RF                                                 | 1/4 4. Jh.                                         | |                                                    |
| Tarquinia-Maler                        |                                                    | Vasenmaler                                         | Attika                                             | RF                                                 | 1/3 5. Jh.                                         | |                                                    |
| Maler von Tarquinia 707                |                                                    | Vasenmaler                                         | Attika                                             | RF                                                 | 450-420                                            | Manierist, gehört zur Nausikaa-Hephaistos-Gruppe                                                                          |                                                    |
| Maler von Tarquinia RC 1038            |                                                    | Vasenmaler                                         | Korinth                                            | SF                                                 |                                                    | |                                                    |
| Maler von Tarent RC 3984               |                                                    | Vasenmaler                                         | Attika                                             | SF                                                 | Mitte 6. Jh.                                       | |                                                    |
| Maler von Tarquinia RC 6847            |                                                    | Vasenmaler                                         | Attika                                             | SF                                                 | Ende 6. Jh.                                        | |                                                    |
| Tarquinia-Genucilia-Maler              |                                                    | Vasenmaler                                         | Etrurien                                           | RF                                                 | 2/2 4. Jh.                                         | gehört zur Genucilia-Gruppe                                                                                               |                                                    |
| Taucheira-Maler                        |                                                    | Vasenmaler                                         | Korinth                                            | SF                                                 | 4/4 7. Jh.                                         | gehört zur Luxus-Gruppe                                                                                                   |                                                    |
| Telephos-Maler                         |                                                    | Vasenmaler                                         | Attika                                             | RF                                                 | 470/60                                             | |                                                    |
| Teller-Maler                           | siehe unter Dish-Maler                             | siehe unter Dish-Maler                             | siehe unter Dish-Maler                             | siehe unter Dish-Maler                             | siehe unter Dish-Maler                             | siehe unter Dish-Maler | siehe unter Dish-Maler                             |
| Teller und Pyxis-Maler                 |                                                    | Vasenmaler                                         | Korinth                                            | SF                                                 |                                                    | |                                                    |
| Telos-Maler                            |                                                    | Vasenmaler                                         | Attika                                             | RF                                                 | Anfang 4. Jh.                                      | |                                                    |
| Tenri-Maler                            |                                                    | Vasenmaler                                         | Apulien                                            | RF                                                 | Ende 4. Jh.                                        | Hauptvertreter und Namensgeber der Tenri-Gruppe                                                                           |                                                    |
| Terpaulos-Maler                        |                                                    | Vasenmaler                                         | Attika                                             | RF                                                 |                                                    | |                                                    |
| TF-Maler                               |                                                    | Vasenmaler                                         | Böotien                                            | SF                                                 | Mitte 6. Jh.                                       | |                                                    |
| Thalia-Maler                           |                                                    | Vasenmaler                                         | Attika                                             | RF                                                 | Ende 6. Jh.                                        | |                                                    |
| Thaliarchos-Maler                      |                                                    | Vasenmaler                                         | Attika                                             | RF                                                 | Ende 6. Jh.                                        | |                                                    |
| Thanatos-Maler                         |                                                    | Vasenmaler                                         | Attika                                             | RF/WG                                              | 455/30                                             | |                                                    |
| Maler der Thasos-Platte                |                                                    | Vasenmaler                                         | Korinth                                            | SF                                                 |                                                    | |                                                    |
| Maler von Theben 50.263                |                                                    | Vasenmaler                                         | Böotien                                            | SF                                                 | Mitte 6. Jh.                                       | |                                                    |
| Theseus-Maler                          |                                                    | Vasenmaler                                         | Attika                                             | SF                                                 | 510/485                                            | Hauptvertreter der Weisse-Reiher-Werkstatt                                                                                |                                                    |
| Thirteen-Thousand-Maler                |                                                    | Vasenmaler                                         | Korinth                                            | SF                                                 |                                                    | |                                                    |
| Thomson-Maler                          |                                                    | Vasenmaler                                         | Attika                                             | RF                                                 |                                                    | |                                                    |
| Three-Line-Maler                       | siehe unter Drei-Linien-Maler                      | siehe unter Drei-Linien-Maler                      | siehe unter Drei-Linien-Maler                      | siehe unter Drei-Linien-Maler                      | siehe unter Drei-Linien-Maler                      | siehe unter Drei-Linien-Maler                                                                                             | siehe unter Drei-Linien-Maler                      |
| Thunfischverkäufer-Maler               |                                                    | Vasenmaler                                         | Kampanien ?                                        | RF                                                 | 1/4 4. Jh.                                         | |                                                    |
| Thyrsos-Maler                          |                                                    | Vasenmaler                                         | Apulien                                            | RF                                                 | Mitte 4. Jh.                                       | auch Thyrsus-Maler |                                                    |
| Timiades-Maler                         |                                                    | Vasenmaler                                         | Attika                                             | SF                                                 | 2/4 6. Jh.                                         | |                                                    |
| Timokrates-Maler                       |                                                    | Vasenmaler                                         | Attika                                             | RF/WG                                              | 470/60                                             | möglicherweise mit dem Vouni-Maler identisch                                                                              |                                                    |
| Tintenfisch-Maler                      |                                                    | Vasenmaler                                         | Apulien                                            | RF                                                 | Mitte 4. Jh.                                       | |                                                    |
| Tischler-Maler                         |                                                    | Vasenmaler                                         | Attika                                             | RF                                                 | 515/500                                            | englisch Carpenter Painer                                                                                                 |                                                    |
| Tithonos-Maler                         |                                                    | Vasenmaler                                         | Attika                                             | RF                                                 | 1/3 5. Jh.                                         | |                                                    |
| Tityos-Maler                           |                                                    | Vasenmaler                                         | Etrurien                                           | SF                                                 | 3/4 6. Jh.                                         | auch Titios-Maler |                                                    |
| Tleson-Maler                           |                                                    | Vasenmaler                                         | Attika                                             | SF                                                 | 555/35                                             | Kleinmeister; benannt nach dem Töpfer Tleson                                                                              |                                                    |
| Tobender Stier-Maler                   |                                                    | Vasenmaler                                         | Korinth                                            | SF                                                 | 3/4 7. Jh.                                         | |                                                    |
| Maler von Todi 474                     |                                                    | Vasenmaler                                         | Attika                                             | RF                                                 |                                                    | |                                                    |
| Tokra-Maler                            |                                                    | Vasenmaler                                         | Böotien                                            | SF                                                 | Anfang 6. Jh.                                      | wohl aus Attika eingewandert                                                                                              |                                                    |
| Toledo-Maler                           |                                                    | Vasenmaler                                         | Apulien                                            | GN                                                 | 3/3 4. Jh.                                         | |                                                    |
| Torch-Maler                            | siehe unter Fackel-Maler                           | siehe unter Fackel-Maler                           | siehe unter Fackel-Maler                           | siehe unter Fackel-Maler                           | siehe unter Fackel-Maler                           | siehe unter Fackel-Maler                                                                                                  | siehe unter Fackel-Maler                           |
| Torchmen-Maler                         |                                                    | Vasenmaler                                         | Kampanien                                          | RF                                                 | Mitte 4. Jh.                                       | |                                                    |
| Torino-Maler                           |                                                    | Vasenmaler                                         | Korinth                                            |                                                    |                                                    | |                                                    |
| Maler von Toronto 313                  |                                                    | Vasenmaler                                         | Attika                                             | SF                                                 | 3/3 6. Jh.                                         | |                                                    |
| Maler von Toronto 316                  |                                                    | Vasenmaler                                         | Attika                                             | SF                                                 | 1/4 5. Jh.                                         | |                                                    |
| Maler von Toronto 451                  |                                                    | Vasenmaler                                         | Attika                                             | RF                                                 |                                                    | |                                                    |
| Maler von Toronto 919.5.110            |                                                    | Vasenmaler                                         | Korinth                                            | SF                                                 | 3/3 7. Jh.                                         | |                                                    |
| Torr-Maler                             |                                                    | Vasenmaler                                         | Korinth                                            | PK                                                 |                                                    | |                                                    |
| Maler der toskanischen Säule           |                                                    | Vasenmaler                                         | Etrurien                                           | SF                                                 | 1/4 3. Jh.                                         | |                                                    |
| Toulouse-Maler                         |                                                    | Vasenmaler                                         | Attika                                             | SF                                                 | 2/2 6. Jh.                                         | |                                                    |
| Toulouse-Maler                         |                                                    | Vasenmaler                                         | Kampanien                                          | RF                                                 | 4. Jh.                                             | gehört zur CA-Gruppe |                                                    |
| Toulouse-Maler                         |                                                    | Vasenmaler                                         | Korinth                                            | PK                                                 | 1/4 7. Jh.                                         | |                                                    |
| Maler von Tours 863.2.64               |                                                    | Vasenmaler                                         | Attike                                             | SF                                                 | um 530                                             | |                                                    |
| Towry Whyte-Maler                      |                                                    | Vasenmaler                                         | Attika                                             | SF                                                 | 3/4 6. Jh.                                         | |                                                    |
| Toya-Maler                             |                                                    | Vasenmaler                                         | Attika                                             | RF                                                 |                                                    | |                                                    |
| Maler der Trauernden im Vatikan        |                                                    | Vasenmaler                                         | Attika                                             | SF                                                 | Mitte 6. Jh.                                       | englisch Painter of the Vatican Mourner                                                                                   |                                                    |
| Triest-Maler                           |                                                    | Vasenmaler                                         | Attika                                             | RF                                                 |                                                    | |                                                    |
| Trifoliate-Maler                       |                                                    | Vasenmaler                                         | Apulien                                            | RF                                                 |                                                    | |                                                    |
| Triglyphen-Maler                       |                                                    | Vasenmaler                                         | Naxos ?                                            | MY                                                 | 2/2 12. Jh.                                        | englisch Triglyphs Painter                                                                                                |                                                    |
| Triglyphen-Maler                       |                                                    | Vasenmaler                                         | Attika                                             | RF/WG                                              | 4/4 5. Jh.                                         | englisch Triglyph Painter                                                                                                 |                                                    |
| Triptolemos-Maler                      |                                                    | Vasenmaler                                         | Attika                                             | RF/WG                                              | 490/70                                             | |                                                    |
| Triton-Maler                           |                                                    | Vasenmaler                                         | Böotien                                            | SF                                                 | Ende 6. Jh.                                        | |                                                    |
| Triumph-Maler                          |                                                    | Vasenmaler                                         | Kampanien                                          | RF                                                 |                                                    | |                                                    |
| Troilos-Maler                          |                                                    | Vasenmaler                                         | Attika                                             | RF                                                 | 1/4 5. Jh.                                         | |                                                    |
| Maler des Troilos von Tarent           | siehe unter Maler des Tarentiner Troilos           | siehe unter Maler des Tarentiner Troilos           | siehe unter Maler des Tarentiner Troilos           | siehe unter Maler des Tarentiner Troilos           | siehe unter Maler des Tarentiner Troilos           | siehe unter Maler des Tarentiner Troilos                                                                                  | siehe unter Maler des Tarentiner Troilos           |
| Trophäen-Maler                         |                                                    | Vasenmaler                                         | Attika                                             | RF                                                 | 440/30                                             | auch Trophy-Maler |                                                    |
| Trophy-Maler                           | siehe unter Trophäen-Maler                         | siehe unter Trophäen-Maler                         | siehe unter Trophäen-Maler                         | siehe unter Trophäen-Maler                         | siehe unter Trophäen-Maler                         | siehe unter Trophäen-Maler                                                                                                | siehe unter Trophäen-Maler                         |
| Truro-Maler                            |                                                    | Vasenmaler                                         | Apulien                                            | RF                                                 | 3/4 4. Jh.                                         | |                                                    |
| Maler der Truro-Pelike                 |                                                    | Vasenmaler                                         | Apulien                                            | RF                                                 |                                                    | |                                                    |
| Trusa-Maler                            |                                                    | Vasenmaler                                         | Attika                                             | RF                                                 | 380/50                                             | |                                                    |
| Meister von Tübingen 1087              |                                                    | Töpfermaler (?)                                    | Attika                                             | SG                                                 | Mitte 8. Jh.                                       | |                                                    |
| Maler von Tübingen 2236                |                                                    | Vasenmaler                                         | Attika                                             | SF                                                 |                                                    | |                                                    |
| Maler von Tübingen 5585                |                                                    | Vasenmaler                                         | Korinth                                            | SF                                                 |                                                    | |                                                    |
| Maler von Tübingen F 13                |                                                    | Vasenmaler                                         | Falerii                                            | RF                                                 |                                                    | |                                                    |
| Maler von Tübingen F 18                |                                                    | Vasenmaler                                         | Etrurien                                           | RF                                                 |                                                    | |                                                    |
| Maler der Tübinger Frauenkopf-Pyxidien |                                                    | Vasenmaler                                         | Korinth                                            | SF                                                 |                                                    | |                                                    |
| Turin-Maler                            |                                                    | Vasenmaler                                         | Korinth                                            | SF                                                 | 2/4 6. Jh.                                         | |                                                    |
| Maler von Turin 4699                   |                                                    | Vasenmaler                                         | Kampanien                                          | RF                                                 | 4. Jh.                                             | gehört zur Frignano-Gruppe                                                                                                |                                                    |
| Two-Row-Maler                          |                                                    | Vasenmaler                                         | Attika                                             | RF/WG                                              | 470/60                                             | auch Zwei-Reihen-Maler |                                                    |
| Tydeus-Maler                           |                                                    | Vasenmaler                                         | Korinth                                            | SF                                                 | 2/4 6. Jh.                                         | |                                                    |
| Tymbos-Maler                           |                                                    | Vasenmaler                                         | Attika                                             | RF/WG                                              | 2/4 5. Jh.                                         | |                                                    |
| Maler Typ 3                            |                                                    | Vasenmaler                                         | Etrurien                                           | RF                                                 | 2/2 4. Jh.                                         | gehört zur Genucilia-Gruppe                                                                                               |                                                    |
| Typhon-Maler                           |                                                    | Vasenmaler                                         | Korinth                                            | SF                                                 | Anfang 6. Jh.                                      | |                                                    |
| Typhon-Maler                           |                                                    | Vasenmaler                                         | Lakonien                                           | SF                                                 | 3/4 6. Jh.                                         | |                                                    |
| Tyszkiewicz-Maler                      |                                                    | Vasenmaler                                         | Attika                                             | RF                                                 | 1/2 5. Jh.                                         | |                                                    |

## Künstler-Gruppen
| Name                                | Wikidata                               | Profession                             | Herkunft                               | Stil                                   | Zeit                                   | Bemerkung                                                                                        | Beispiel                               |
| ----------------------------------- | -------------------------------------- | -------------------------------------- | -------------------------------------- | -------------------------------------- | -------------------------------------- | ------------------------------------------------------------------------------------------------ | -------------------------------------- |
| Klasse T                            |                                        | Töpfer                                 | Attika                                 | RF/PL                                  |                                        |                                                                                                  |                                        |
| T.C.-Gruppe                         |                                        | Vasenmaler                             | Apulien                                | RF                                     |                                        |                                                                                                  |                                        |
| Talcott-Klasse                      |                                        | Vasenmaler                             | Attika                                 | SK                                     | Ende 5. Jh. bis Ende 4. Jh.            |                                                                                                  |                                        |
| Tänien-Gruppe                       |                                        | Vasenmaler                             | Kapulien                               | RF                                     | 3/4 4. Jh.                             |                                                                                                  |                                        |
| Tänzer-Gruppe                       |                                        | Vasenmaler                             | Böotien                                | SF                                     |                                        |                                                                                                  |                                        |
| TARDOL-Gruppe                       |                                        | Vasenmaler                             | Apulien                                | RF                                     |                                        | auch Tardol-Gruppe                                                                               |                                        |
| Gruppe von Tarent 20.248            |                                        | Vasenmaler                             | Attika                                 | SF                                     |                                        |                                                                                                  |                                        |
| Gruppe von Tarent 2996              | siehe unter Gruppe von Tarent 9243     | siehe unter Gruppe von Tarent 9243     | siehe unter Gruppe von Tarent 9243     | siehe unter Gruppe von Tarent 9243     | siehe unter Gruppe von Tarent 9243     | siehe unter Gruppe von Tarent 9243                                                               | siehe unter Gruppe von Tarent 9243     |
| Gruppe von Tarent 9243              |                                        | Vasenmaler                             | Apulien                                | RF                                     |                                        | vormals Gruppe von Tarent 2996; gehört zur Amphoren-Gruppe                                       |                                        |
| Gruppe der Tarentiner Blütenkotylen |                                        | Vasenmaler                             | Korinth                                | SF                                     |                                        |                                                                                                  |                                        |
| Tarquinia-Gruppe                    |                                        | Vasenmaler                             | Ostgriechenland                        | OR                                     |                                        |                                                                                                  |                                        |
| Tarquinia-Cumae-Gruppe              |                                        | Vasenmaler                             | Etrurien                               | SG                                     | 1/2 7. Jh.                             |                                                                                                  |                                        |
| Tarquinia-Genucilia-Gruppe          |                                        | Vasenmaler                             | Etrurien                               | SF                                     | 3/3 4. Jh.                             |                                                                                                  |                                        |
| Tarrytown-Gruppe                    |                                        | Vasenmaler                             | Apulien                                | RF                                     | 4/4 4. Jh.                             |                                                                                                  |                                        |
| Teano-Gruppe                        |                                        | Vasenmaler                             | Kampanien                              | RF                                     | um 300                                 |                                                                                                  |                                        |
| Telos-Gruppe                        |                                        | Vasenmaler                             | Attika                                 | RF                                     | um 380-360                             |                                                                                                  |                                        |
| Tenri-Gruppe                        |                                        | Vasenmaler                             | Apulien                                | RF                                     | Ende 4. Jh.                            | Hauptvertreter und Namensgeber war der Tenri-Maler                                               |                                        |
| Thapsos-Gruppe                      | siehe unter Thapsos-Klasse             | siehe unter Thapsos-Klasse             | siehe unter Thapsos-Klasse             | siehe unter Thapsos-Klasse             | siehe unter Thapsos-Klasse             | siehe unter Thapsos-Klasse                                                                       | siehe unter Thapsos-Klasse             |
| Thapsos-Klasse                      |                                        | Vasenmaler                             | Korinth (Megara?)                      | SG                                     |                                        | auch Thapsos-Gruppe                                                                              |                                        |
| Gruppe von Theben R.102             |                                        | Vasenmaler                             | Attika oder Böotien                    | SF                                     | 520                                    |                                                                                                  |                                        |
| Thiasos-Gruppe                      |                                        | Vasenmaler                             | Attika                                 | SF                                     |                                        | Maler Nikosthenischer Amphoren                                                                   |                                        |
| Thorvaldsen-Gruppe                  |                                        | Vasenmaler                             | Attika                                 | RF                                     |                                        |                                                                                                  |                                        |
| Gruppe von Thorvaldsen 29           |                                        | Vasenmaler                             | Attika                                 | SF                                     |                                        | gemeinsame Namenvase mit der Klasse von Thorvaldsen 29                                           |                                        |
| Klasse von Thorvaldsen 29           |                                        | Töpfer                                 | Attika                                 | SF                                     |                                        | Töpfer von Oinochoen, gemeinsame Namenvase mit der Gruppe von Thorvaldsen 29                     |                                        |
| Gruppe von Thorvaldsen 119          |                                        | Vasenmaler                             | Attika                                 | RF                                     |                                        |                                                                                                  |                                        |
| Gruppe der Thorvaldsen Mastoiden    |                                        | Vasenmaler                             | Attika                                 | SF                                     |                                        |                                                                                                  |                                        |
| Three-line-Gruppe                   | siehe unter Drei-Linien-Gruppe         | siehe unter Drei-Linien-Gruppe         | siehe unter Drei-Linien-Gruppe         | siehe unter Drei-Linien-Gruppe         | siehe unter Drei-Linien-Gruppe         | siehe unter Drei-Linien-Gruppe                                                                   | siehe unter Drei-Linien-Gruppe         |
| Tocra-Wien Pferdekopf-Gruppe        |                                        | Vasenmaler                             | Attika                                 | SF                                     |                                        | englisch Tocra-Vienna Horse-Head Group                                                           |                                        |
| Tokyo Horse-Head-Group              |                                        | Vasenmaler                             | Attika                                 | SF                                     | 3/4 6. Jh.                             |                                                                                                  |                                        |
| Tondo-Gruppe                        |                                        | Vasenmaler                             | Etrurien                               | RF                                     | 2/2 4. Jh.                             | gehört zur Clusium-Gruppe, mehrere Malerhände (Maler A, Maler B) werden unterschieden            |                                        |
| Top-Band-Klasse                     |                                        | Vasenmaler                             | Attika                                 | SF                                     | frühes 5. Jh.                          |                                                                                                  |                                        |
| Top-Band Stemlesses                 |                                        | Vasenmaler                             | Attika                                 | SF                                     | Ende 6. Jh.                            | auch Klasse der Top-Band Stemlesses                                                              |                                        |
| Tor-Pisana-Werkstatt                |                                        | Werkstatt                              | Korinth                                | PK                                     | Mitte 7. Jh.                           |                                                                                                  |                                        |
| Torchmen-Gruppe                     |                                        | Vasenmaler                             | Kampanien                              | RF                                     | Mitte 4. Jh.                           |                                                                                                  |                                        |
| Torcop-Gruppe                       |                                        | Vasenmaler                             | Caere                                  | RF                                     | 310–280                                | zur Gruppe gehören der Villa Giulia-Torcop-Maler, der Populonia-Maler und der Pennsylvania-Maler |                                        |
| Torlonia-Gruppe                     |                                        | Vasenmaler                             | Attika                                 | SF                                     |                                        | Maler Nikosthenischer Amphoren                                                                   |                                        |
| Toronto-Gruppe                      |                                        | Vasenmaler                             | Etrurien                               | EK                                     | 2/3 6. Jh.                             | gehört zur Gruppe der antithetischen Hahnenpaare                                                 |                                        |
| Toronto-Klasse                      |                                        | Töpfer                                 | Attika                                 | RF/PL                                  |                                        | Töpfer von Kopfgefäßen                                                                           |                                        |
| Werkstatt von Toronto 283           |                                        | Töpfermaler                            | Attika                                 | SF                                     |                                        |                                                                                                  |                                        |
| Gruppe von Toronto 289              |                                        | Vasenmaler                             | Attika                                 | SF                                     |                                        | Kleinmeister, Teil der Gruppe des Antimenes-Malers                                               |                                        |
| Gruppe von Toronto 305              |                                        | Vasenmaler                             | Attika                                 | SF                                     | Ende des 6. Jh.                        |                                                                                                  |                                        |
| Gruppe von Toronto 315              |                                        | Vasenmaler                             | Attika                                 | SF                                     | 1/2 5. Jh.                             | gemeinsame Namenvase mit der Klasse von Toronto 315                                              |                                        |
| Klasse von Toronto 315              |                                        | Töpfer                                 | Attika                                 | SF                                     | 1/2 5. Jh.                             | Töpfer von Halsamphoren, gemeinsame Namenvase mit der Gruppe von Toronto 315                     |                                        |
| Gruppe von Toronto 495              |                                        | Vasenmaler                             | Tarquinia                              | SF                                     | 350–275                                |                                                                                                  |                                        |
| Gruppe von Toronto 919.5.110        |                                        | Vasenmaler                             | Korinth                                | SF                                     |                                        |                                                                                                  |                                        |
| Torpedo-Gruppe                      |                                        | Vasenmaler                             | Kampanien                              | RF                                     |                                        |                                                                                                  |                                        |
| T.P.S.-Gruppe                       |                                        | Vasenmaler                             | Apulien                                | RF                                     | 3/3 4. Jh.                             |                                                                                                  |                                        |
| Gruppe der traurigen Sirenen        |                                        | Vasenmaler                             | Korinth                                | SF                                     |                                        |                                                                                                  |                                        |
| Trichter-Gruppe                     |                                        | Vasenmaler                             | Etrurien                               | RF                                     | 2/2 4. Jh.                             | auch Funnel-Group, zur Gruppe gehört unter anderem der Berliner Maler der Trichter-Gruppe        |                                        |
| Gruppe der Triestiner Askoi         | siehe unter Gruppe der Askoi in Triest | siehe unter Gruppe der Askoi in Triest | siehe unter Gruppe der Askoi in Triest | siehe unter Gruppe der Askoi in Triest | siehe unter Gruppe der Askoi in Triest | siehe unter Gruppe der Askoi in Triest                                                           | siehe unter Gruppe der Askoi in Triest |
| Gruppe der Triester Eule            |                                        | Vasenmaler                             | Apulien                                | RF                                     |                                        |                                                                                                  |                                        |
| Gruppe des Triton in Sydney         | siehe unter Gruppe des Sydney-Triton   | siehe unter Gruppe des Sydney-Triton   | siehe unter Gruppe des Sydney-Triton   | siehe unter Gruppe des Sydney-Triton   | siehe unter Gruppe des Sydney-Triton   | siehe unter Gruppe des Sydney-Triton                                                             | siehe unter Gruppe des Sydney-Triton   |
| T.T.-Gruppe                         |                                        | Vasenmaler                             | Kampanien                              | RF                                     |                                        |                                                                                                  |                                        |
| Tübingen-Gruppe                     |                                        | Vasenmaler                             | Klazomenai                             | SF                                     | 3/4 6. Jh.                             |                                                                                                  |                                        |
| Gruppe von Tübingen D41             |                                        | Vasenmaler                             | Attika                                 | SF                                     |                                        |                                                                                                  |                                        |
| Tymbos-Gruppe                       |                                        | Vasenmaler                             | Attika                                 | RF                                     |                                        | auch Tymbos-Werkstatt                                                                            |                                        |
| Tymbos-Werkstatt                    | siehe unter Tymbos-Gruppe              | siehe unter Tymbos-Gruppe              | siehe unter Tymbos-Gruppe              | siehe unter Tymbos-Gruppe              | siehe unter Tymbos-Gruppe              | siehe unter Tymbos-Gruppe                                                                        | siehe unter Tymbos-Gruppe              |
| Typhon-Gruppe                       |                                        | Vasenmaler                             | Korinth                                | SF                                     |                                        |                                                                                                  |                                        |
| Tyrrhenische Gruppe                 |                                        | Vasenmaler                             | Attika                                 | SF                                     | 2/3 6. Jh.                             | Maler der Gruppe waren beispielsweise der Damhirsch-Maler und der Timiades-Maler                 |                                        |